# Tapinolepis

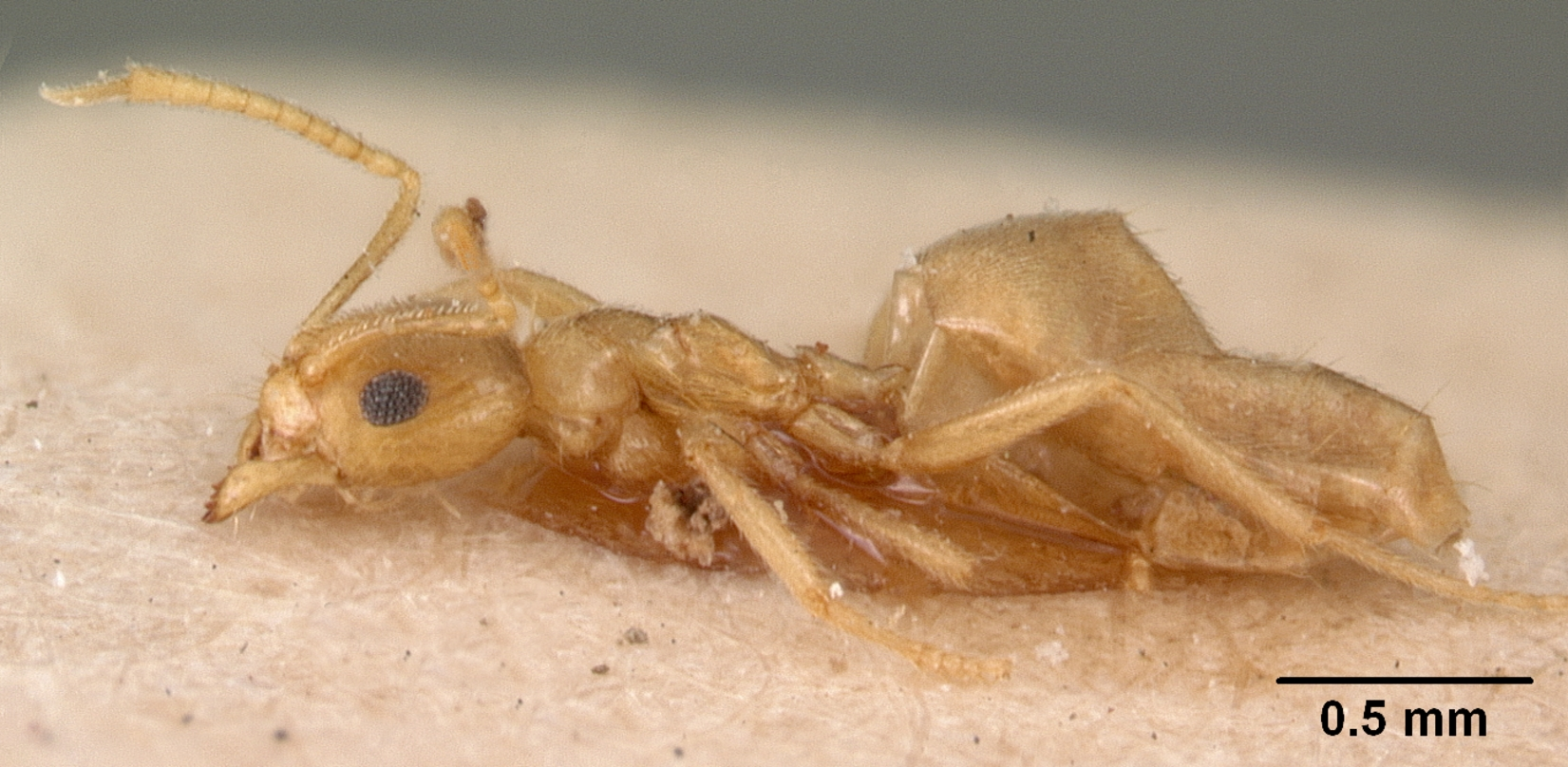
Муравей Tapinolepis tumidula

Tapinolepis (лат.) — род муравьёв подсемейства формицины (Formicinae, Plagiolepidini). Африка (около 20 видов и подвидов) и Аравийский полуостров (Йемен, ОАЭ, 1 вид)
.

## Описание
Мелкие земляные муравьи коричневого цвета. Заднегрудка округлая без проподеальных шипиков. Усики длинные, у самок и рабочих 11-члениковые (у самцов усики состоят из 12 сегментов). Жвалы рабочих с 5 зубцами. Нижнечелюстные щупики 6-члениковые, нижнегубные щупики состоят из 4 сегментов. Голени средних и задних ног без апикальных шпор. Стебелёк между грудкой и брюшком состоит из одного сегмента (петиоль)
.
- Tapinolepis bothae
- Tapinolepis candida
- Tapinolepis deceptor
- Tapinolepis decolor
- Tapinolepis litoralis
- Tapinolepis longitarsis
- Tapinolepis macgregori
- Tapinolepis macrophthalma
- Tapinolepis mediterranea
- Tapinolepis melanaria
- Tapinolepis melanaria ochraceotincta
- Tapinolepis pernix
- Tapinolepis simulans
- Tapinolepis simulans biskrensis
- Tapinolepis trimenii
- Tapinolepis trimenii angolensis
- Tapinolepis trimenii karrooensis
- Tapinolepis tumidula